# Goniodoridella
Goniodoridella es un género de moluscos nudibranquios de la familia Goniodorididae.

## Diversidad
El género Goniodoridella incluye una única especie descrita:
- Goniodoridella savignyi Pruvot-Fol, 1933